# Apollónův chrám (Delfy)

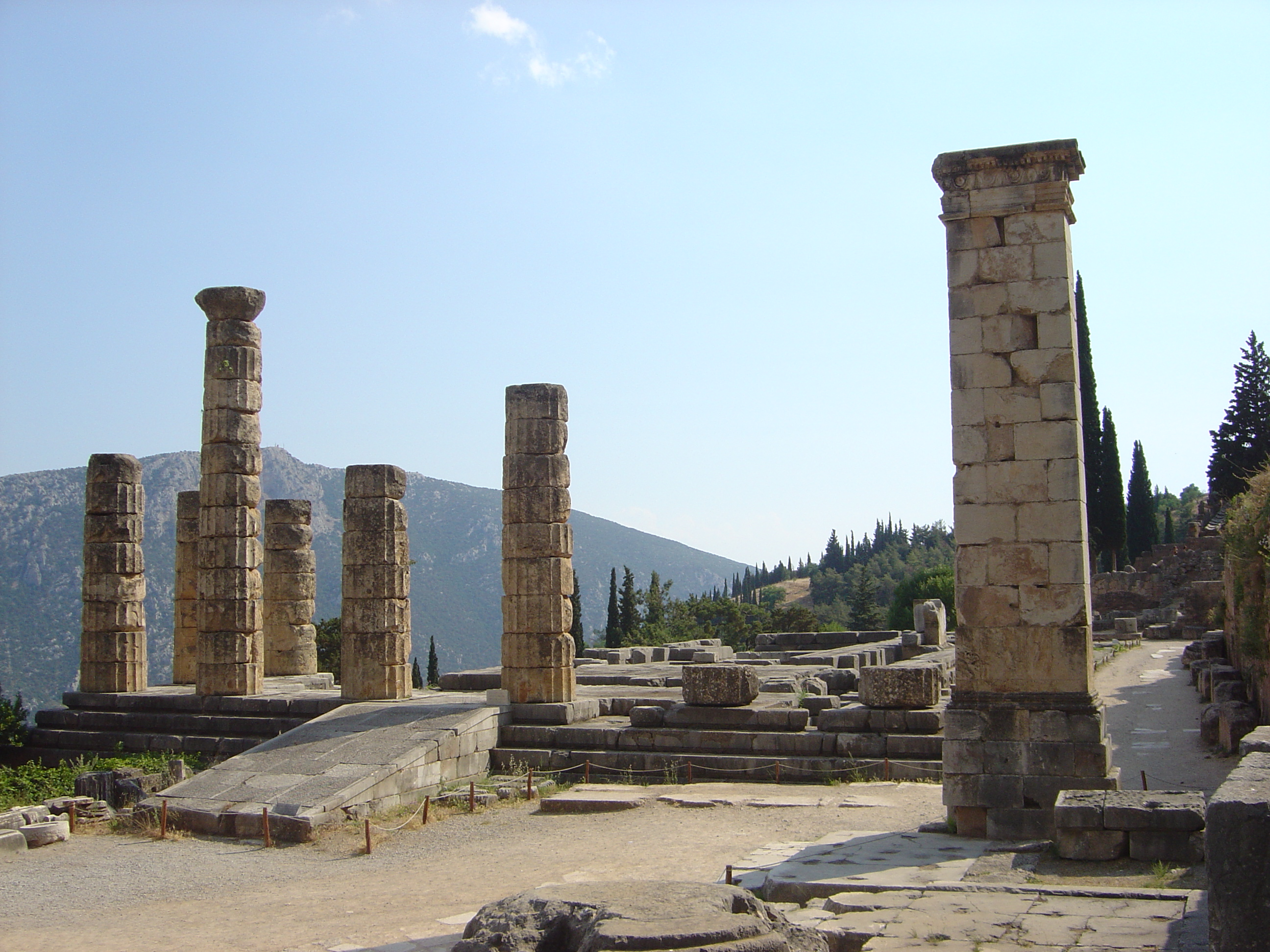
Ruiny Apollónova chrámu v Delfách

Apollónův chrám v Delfách je starověký řecký chrám v Delfách ve Fókidě ve Středním Řecku.
První známý Apollónův chrám v Delfách byl postaven koncem 7. století před Kr., avšak tento chrám v roce 548 před Kr. vyhořel. Na jeho místě byl v letech 513-505 před Kr. postaven nový chrám, peripteros (stylobate 21,7 x 58,2). Také tento chrám byl zničen požárem a zemětřesením v roce 373, obnovený byl ve 4. století.
Delfy byly významné duchovní centrum řeckého světa. Věštírna, která se zde nacházela, přitahovala odedávna lidi a plnila delfskou pokladnu. Na výstavbu zdejších chrámů byli přizváni nejvýznamnější umělci starověkého Řecka. V současnosti je Apollónův chrám součástí lokality UNESCO.

## Archeologické naleziště
Po katastrofě v roce 373 zůstaly fragmenty sochařské výzdoby pohřbeny pod zemí a byly odkryty při archeologickém průzkumu v 19. století.
Ve východním tympanonu s Apolónovou qadrigou vypracovanou v tradičním archaickém stylu en face, jsou po jeho pravici tři postavy žen (múz), otočených k divákovi. V rohu je býk, napadený lvem. Po Apollónově levici se nacházeli synové Héfaista, u qadrigy muž z profilu, vedle něj dva mládenci otočení k poutníkům, v rohu je skupina jelenů napadená lvem. Nacházel se zde také akroterion představující Niké. Scény bojujících zvířat byly starším reliktem, zde plnily jen funkci vyplnění bočních prostorů štítu.
Západní tympanon není velmi zachován, představuje scénu z gigantomachie. Ve středu je qadriga Dia, po stranách jsou bohové bojující s giganty. Zachován je levý roh štítu, zobrazující torzo pololežícího giganta bez hlavy bojujícího s Athénou. Bohyně je zobrazena rozkročená, otočená k natahujícímu se gigantovi, rameny odvrácená od Diovy qadrigy. Námět je zde stejný jako na vlysu Pokladnice města Siphno.
Sochařská výzdoba chrámu se připisuje sochaři Antenorovi z Athén, činnému kolem 525-500 před Kr., synu hrnčíře Eumaresa. Byl to tvůrce pomníku Hermodiosa a Aristogetona (osvoboditele Athén od Peisistratovců), jeho jediným zachovaným signovaným dílem je kora z Athén. Na základě příbuznosti s ní se mu připisuje výzdoba v delfském Apollónově chrámu, navzdory svému torzovitému zachování. Uspořádání těla a stavbu postav naznačují bohaté drapérie šatů, kolmo lineárně padajících dolů v hlubokých zářezech, které vytvářejí silné kontrasty mezi světlem a stínem. I když se postavy jeví strnulé, mají neznatelný pohyb nohou. Tváře nemají již tradiční archaický úsměv, ale dávají obličeji rysy rozhodnosti a síly vůle.